# دير جرير
دير جرير هي قرية فلسطينية تقع شمال شرق مدينة رام الله وتبعد عنها 12.2 كم هوائي، بنيت القرية على ربوة تشرف على الغور، وترتفع 900م عن سطح البحر، وتقع على طريق رئيسي وتتمتع بموقع حيوي متوسط يربط الشمال بالجنوب ووسط فلسطين وهي ملاصقة لقرية الطيبة التي تسكنها أغلبية مسيحية. تقع ديرجرير على السفح الجنوبي القبلي لأعلى جبال رام الله تل العاصور وهي أقرب القرى المحيطة به لهذا الجبل الذي يرتفع عن سطح البحر 1016 متر عن سطح البحر والذي يطل بالعين المجردة على البحر الميت شرقاً جنوباً في أريحا والبحر المتوسط غرباً. سميت قرية دير جرير بهذا الاسم لوجود راهب سكن في دير في المكان منذ زمن بعيد اسمه جرير.
احتلت قوات الإحتلال أعلى التل وأقامت عليه موقعاً حربياً إستراتيجياً متقدماً مع مراصد رادارية تكشف مطار العدسية الأردني في محافظة اربد ومطار السويداء العسكري السوري في جنوب سوريا عند حدود الرمثا على الحدود الأردنية كما يطل على جبال السلط ونهر الأردن ومنطقة الشريعة على النهر والتي كانت معبراً سهلاً إلى الأردن، وتنحدر أراضي البلدة الى 200 متر عن سطح البحر حيث تصل نبع نهر العوجا وتبلغ مساحة دير جرير 36 الف دونم و600 دونم، أما عدد سكان دير جرير يتجاوز ال 5 الآف نسمة داخل القرية وأكثر من 30 الف في الشتات، إلى جانب توزع عائلات البلدة قديماً بسب الحروب والنزاعات القبلية بين اللد والرملة وفرخة وجبع ومادبا والكرك وعمان.
كما تتوزع عائلات يعتقد أنها تبادلت المواقع والسكن بسبب مشاركتها في نصرة المظلومين في الحروب التي دارت بين القيس واليمن حتى وصلت اليمن لتكون عائلات ممتدة تبلغ 15 الف نسمة في اليمن وحدها في محافظات حضرموت والمكلا والحافة في اليمن جنوب اليمن ووادي حضرموت وتريم عاصمة الثقافة الاسلامية لعام 2011 ، وابو بدر الجريري محافظ المكلا في اليمن ودكتور سعيد الجريري رئيس جامعة حضرموت ومعطم ال الجريري يشتغلون بالعلم والثقافة والادب بعيدا عن السياسة والنزاعات السياسية وأبرز ما يميز سكان البلد تحليهم بالصبر ونكران الذات والتسامح والكرم والنجدة مع الديانات الأخرى وخاصة مع أشقائهم من بني سالم أهالي بلدة الطيبة المجاورة.
ومن أهم العائلات في ديرجرير عائلة الشجاعية، عائلة دار علوي، عائلة دار أبو صالحة، عائلة الحمادنة، عائلة دار مخو، عائلة دار عجاج، عائلة الكشرة وعائلة دار عرمي، وتسكن القرية بعض العائلات التي هجرت من قراها ومدنها في عام 48.

## الأماكن الدينية والأثرية
يوجد في القرية مسجدين، هما: مسجد القرية القديم، ومسجد بر الوالدين، كما يوجد بعض الأماكن والمناطق الأثرية في القرية، منها: جامع القرية القديم، منطقة السور، بقايا كنيسة وقلعة صليبية، معصرة زيتون، وبعض الخرب منها: خربة اشقارة، خربة النجمة، خربة رودين.

## القطاع الصحي
يتوفر في قرية دير جرير بعضا من المرافق الصحية، حيث يوجد مركز صحي دير جرير الحكومي، عيادة طبيب عام حكومية، و3 عيادات طبيب عام خاصة، عيادتي أسنان خاصة، عيادة أطفال خاصة، مختبر تحاليل طبية حكومي، مركز أمومة وطفولة حكومي، وصيدلية خاصة.

## المياه والزراعة
تشرب القرية من مياه الأمطار ومن نبع عين سامية وفي جوارها ثلاث ينابيع لكن مياهها شحيحة، كما تشتهر ديرجرير بزراعة الزيتون والعنب والتين واللوزيات.

## قطاع المؤسسات والخدمات
يوجد في قرية دير جرير القليل من المؤسسات الحكومية،منها: مركز أمن وقائي، كما يوجد عدة مؤسسات محلية وجمعيات تقدم خدماتها لمختلف فئات المجتمع، وفي عدة مجالات ثقافية ورياضية وغيرها ، منها:
- مجلس قروي دير جرير: تأسس عام 1996، من قبل وزارة الحكم المحلي بهدف الإهتمام بقضايا القرية وتقديم كافة الخدمات إلى سكانها.

- نادي شباب دير جرير: تأسس عام 1996، من قبل وزارة الشباب والرياضة ويعنى النادي بالأنشطة الرياضية والثقافية للشباب والإجتماعية.
- جمعية سيدات دير جرير: تأسست من قبل سيدات القرية وتعنى بتقديم وخلق فرص عمل للسيدات بالإضافة إلى الأنشطة الثقافية والإجتماعية، والبنية التحتية والمصادر الطبيعية. وعلاقة الجوار هذه تميزت عبر التاريخ بعلاقة التعايش الودي وتشابك المصالح والمشاركة في جميع نواحي الحياة الإجتماعية والإقتصادية، ويدير شؤونها مجلس قروي دير جرير الذي تم انتخابه بتاريخ 15 ديسمبر 2005، وفي نفس التاريخ جرت أول انتخابات ديمقراطية عامة في القرية تمكن الأشخاص المستقلين من تحقيق نتائج جيدة وتشكيل المجلس في القرية وفق برنامج يعتمد على تقديم الخدمات المباشرة للناس في مختلف المجالات وتعزيز فرص النساء بالمشاركة في صناعة القرار في القرية ومشاركتها في كل النشاطات سواء في التعليم أو العمل.[7]

## السكان والجغرافيا
تبلغ مساحة أراضيها حوالي 33.200 دونم، وتحيط بها أراضي قرى كفر مالك، والمزرعة الشرقية، وسلواد، والطيبة، وقضاء أريحا. بلغ عدد سكان القرية عام 1922م حوالي 739 نسمة، وفي عام 1945م 1080 نسمة، وبعد عدوان حزيران 1967م بلغ عدد سكانها حسب الإحصاء الصهيوني 1275 نسمة، ارتفع هذا العدد ليصل عام 1987م حوالي 2005 نسمة وبلغ عام 2006م حوالي 4500 نسمة وبناءً على آخر الإحصائيات يقدر عدد السكان حوالي 5028 نسمة.